# Handsworth (Yorkshire du Sud)
Handsworth est une ville suburbaine située au sud-est de Sheffield, dans le Yorkshire du Sud, en Angleterre. Pour une superficie d'environ 13 kilomètres carrés, elle possède une population d'environ 15 000 individus.

## Histoire
Il existe d'infimes archives sur l'histoire d' Handsworth avant la Conquête normande de l'Angleterre. Les soldats romains avaient installé un fort près de Templeborough ; toutefois il n'existe aucune preuve formelle prouvant le passage des Romains à Handsworth.

## Monuments
- Heathfield Hall, ancienne maison de James Watt.